# Günter Prinz
Günter Prinz (* 30. Juli 1929 in Ober-Weistritz, Landkreis Schweidnitz, Provinz Niederschlesien; † 14. November 2020 in Hamburg) war ein deutscher Journalist. Von 1971 bis 1981 war er Chefredakteur der Bild-Zeitung.

## Karriere
Als Sohn eines Fabrikanten, mit Schulbesuch am Berlin-Schöneberger Hohenzollern-Gymnasium und Abitur an der Robert-Blum-Oberschule in Berlin, begann Günter Prinz eine journalistische Karriere als Polizeireporter der Berliner Tageszeitung Tagesspiegel. Von dort wechselte er Anfang der 1950er Jahre zur Berliner Morgenpost und B.Z. 1959 begann er bei der Illustrierten Quick in München.
1966 offerierte ihm der Verleger Axel Springer eine Anstellung in Hamburg, und Prinz akzeptierte. Fortan war er im Axel-Springer-Verlag für „besondere Aufgaben“ zuständig und entwickelte einige Zeitschriftenformate, darunter die Zeitschriften Eltern und Jasmin. Am 6. August 1971 übernahm Prinz von seinem Vorgänger Peter Boenisch die Chefredaktion der Bild-Zeitung. Mit seinem Stil, einem „Mix aus Sex, Facts und Fiction, aus Politik, Verbrechen und Verbrauchertipps“, schaffte er es in verhältnismäßig kurzer Zeit, die unter Boenisch zuletzt auf unter drei Millionen Exemplare gefallene Auflagenhöhe deutlich zu verbessern und sogar auf den Rekord von über 5 Millionen zu bringen. Auf die Frage nach seinem „Erfolgsgeheimnis“ antwortete er einmal: „Ich habe einfach ins Blatt gebracht, was mich besonders interessierte.“ Ab 1981 war er Redaktionsdirektor der Bild-Gruppe.
Prinz entwickelte die Aktion Bild kämpft für Sie. Innerhalb von zwei Jahren erhielt die Redaktion zwei Millionen Zuschriften mit der Bitte um Unterstützung. Prinz war für die vom Verlag ins Leben gerufene Aktion „Ein Herz für Kinder“ verantwortlich und sammelte mit der Bild-Zeitung Geld für Verkehrsprojekte, beispielsweise für Ampeln vor Kindergärten und Schulen.
Mit Unterstützung Axel Springers entwickelte Prinz Anfang der 1980er-Jahre Ableger der Bild-Zeitung. Nach Testläufen im Juni und Herbst 1982 erschien am 14. März 1983 zunächst Bild der Frau. 1986 folgte Auto Bild, Europas auflagenstärkste Auto-Zeitschrift.
Im Mai 1987 verließ Prinz den Axel Springer Verlag. Er verkaufte seine Aktienbeteiligung an dem Medienkonzern und wurde Sonderbeauftragter von Hubert Burda. Für Burda entwickelte Prinz 1988 gemeinsam mit Franz Josef Wagner die Zeitschriften Elle (Deutschland), Super-Illu und – speziell für die neuen Bundesländer – die Boulevardzeitung Super!.
1991 kehrte er für einige Zeit in den Vorstand des Axel Springer Verlages zurück. 
Günter Prinz ist der Vater von zwei Söhnen und einer Tochter, darunter Rechtsanwalt Matthias Prinz. Er lebte zuletzt in Hamburg-Rissen. Dort starb er im November 2020 im Alter von 91 Jahren.

## Publikationen
- Günter Prinz, Sven Simon: China intern. Gespräche mit Frau Wang und anderen Chinesen.  Ullstein, Frankfurt/Berlin/Wien 1972, ISBN 3-550-07456-5.